# Digte 1906
Johannes V. Jensen udgav i 1906 sin første digtsamling. Det var med titlen Digte. Eftertiden refererer den dog ofte med titlen Digte 1906, da nyere og udvidede samlinger af Johannes V. Jensens digte også gik under titlen "Digte".
Samlingen fra 1906 indeholder 22 digte hvoraf de fleste allerede var udkommet i forskellige andre sammenhænge.
Digtenes form og indhold spænder vidt. Man finder nogle af dansk litteraturs første prosadigte.
Samlingen har Sven Hakon Rossel kaldt for "et af dansk litteraturs mest spektakulære gennembrudsværker".

## Digte i samlingen
Digtsamlingen lægger ud med to rolledigte på jysk dialekt, Husvild og Godnat! Begge er fra den sidste tredjedel af romanen Kongens Fald, der blev udgivet i 1901.
Prosadigtet Grottesangen låner emne fra den nordiske mytologis historie om Fenja og Menja.
Også dette digt er fra Kongens Fald, hvor det forekommer i "Grotte", kapitel 11 af delen Vinteren. Her udgør digtet det meste af kapitlet. 
Mens de to dialektdigte er sat op så de klart skiller sig ud fra prosateksten, så er Grottesangen trykt som en almindelig del af prosaen.
Kongens Fald rummer også to tyske digte som ikke kom med i Digte 1906.
Digtsamlingen fortsætter med fire digte fra romanen Madame D'Ora, der blev udgivet i 1904: Den blinde Pige, Plejlvisen, Columbus og Moderens Sang.
Det første digt var allerede udgivet i Illustreret Tidende i august 1903.
De tre følgende digte er fra Skovene der også var udkommet i 1904: Pigen der vandrer, Tilegnelse og Helled Haagen.
De benytter sig at bogstavrim.
Herefter følger Cecil, Sønner af de Slagne og Tiger før de 6 prosadigte kommer; Interferens, Ved Frokosten, Afsked, Det røde Træ, Paa Memphis Station og Hverdagene.
Digtsamlingen afsluttes med tre oversættelser af prosadigte af den amerikanske digter Walt Whitman: Jeg kommer fra Paumanok, Den Aftenstund da jeg hørte... og Glædesangen.
De havde alle tidligere været udgivet i 1905 i Politiken og i romanen Hjulet.

## Kommentarer
I et eksemplar til Peter Nansen havde Johannes V. Jensen ved udgivelsen skrevet "Kære Hr. Nansen, modtag denne Bog. Jeg skal aldrig gøre det mere."
Senere forklarede han Henrik Hvass hvad han havde ment med "Jeg skal aldrig gøre det mere": "Det var i 1906, i naturalismens tid. Dengang var der jo interdikt mod at skrive digte, man gjorde det ikke. Det er nok derfor jeg har lovet det. Og jeg skrev heller ikke digte i mange år efter."
Digte 1906 bliver nu betegnet som en klassiker på lige fod med romanen Kongens Fald og fortællingesamlingen Himmerlandshistorier.
Samlingen er anset for skelsættende gennem en fornyelse af det danske sprog med et "grænsesprængende brud på etableret lyrisk tone"
og med et "provokerende og prosaiske ordvalg".
Her er det særligt prosadigtene med "manglende rim og det manglende rytmiske skema" der fremdrages og ofte Interferens, Ved Frokosten og Paa Memphis Station.
Karen Syberg ser et "temperamentsmæssigt slægt-skab både i det til idiosynkrasi grænsende sanseberedskab og i sprogets kraft" mellem Digte 1906 og Klaus Rifbjergs noget senere digtsamling Konfrontation fra 1960.
Carl Nielsen komponerede musik til de to dialektedigte fra Kongens Fald.

## Udgivelser
1906-udgaven er genudgivet tre gange i 1964, 1969 og 1973, — der med titlen Digte 1906.
Førsteudgaver sælges nu for flere tusinde kroner. 
Et eksemplar blev i 2011 solgt for 5.000 kroner på Bruun Rasmussen auktioner.
100-året for udgivelsen blev markeret med Statsbibliotekets udgivelse af dobbelt-CD'en Jorden & Lyset med sange og oplæsninger.
Da ophavsretten for Johannes V. Jensens værker udløb gjorde det danske digtarkiv Kalliope.org hele digtsamlingen digitalt tilgængelig på Internettet.